# Картрайт, Джек
Джек Картрайт (англ. Jack Cartwright; род. 22 сентября 1998, Auchenflower) — австралийский пловец.
Его олимпийский дебют состоялся на Олимпийских играх в Париже 27 июля 2024 года.

## Ранние годы и карьера
Картрайт вырос в Билоэле (Квинсленд), где в детстве ездил на тренировки в Глэдстон. В 2008 году он переехал в этот город и начал тренироваться в клубе Gladstone Gladiators.
Получив спортивную стипендию, Картрайт переехал в Брисбен в 2014 году, чтобы учиться в частной лютеранской школе — колледже Св. Петра.
На юниорском Тихоокеанском чемпионате по плаванию 2016 года Картрайт завоевал золотые медали на дистанциях 200 метров вольным стилем, 100 метров вольным стилем с рекордом чемпионата — 48,91 секунды в предварительном заплыве, 50 метров вольным стилем и в эстафете 4×200 метров вольным стилем. Также он выиграл серебряную медаль в эстафете 4×100 метров вольным стилем и бронзовую медаль в комбинированной эстафете 4×100 метров.
На чемпионате мира по водным видам спорта 2017 года дебютировал на дистанции 100 метров вольным стилем среди мужчин .
На Играх Содружества 2018 года в Голд-Кост Картрайт завоевал две золотые медали в составе команд, победивших в эстафетах 4×100 м вольным стилем и 4×100 м комплексным плаванием.
На чемпионате мира 2022 года в Будапеште Джек был в составе команды, победившей в смешанной эстафете 4×100 метров вольным стилем, а на чемпионате мира 2023 года в Фукусиме завоевал золота в составе эстафетной команды 4×100 метров вольным стилем, выиграв в общей сложности три золотые и одну серебряную медаль.
После этого успеха Картрайт завоевал еще одну серебряную медаль на чемпионате мира 2024 года в Дохе в составе команды смешанной эстафеты 4×100 метров вольным стилем.
После отборочных соревнований по плаванию в Австралии 2024 года в Брисбене Джек был включен в состав австралийской сборной для участия в летних Олимпийских играх 2024 года в Париже. Где в составе эстафетной команды 4×100 м в/с завоевал серебряную медаль.